# Prix Michael L. Printz
Le prix Michael L. Printz, aussi appelé prix Printz (Michael L. Printz Award) est un prix littéraire de l'American Library Association qui récompense chaque année le meilleur livre écrit pour les adolescents, entièrement basé sur sa valeur littéraire. 
Le prix est commandité par le magazine Booklist (en), administré par la division des jeunes adultes de l'American Library Association, la Young Adult Library Services Association (en) (YALSA), et nommé en l'honneur de Mike Printz, bibliothécaire scolaire de Topeka (Kansas), un membre actif de longue date de la YALSA.
Jusqu'à quatre finalistes peuvent être désignés livres d'honneur et trois ou quatre ont été nommés chaque année.

## Histoire
Le prix Printz a été créé en 2000 pour les publications de 1999. Le Prix Printz a été créé en complément à la médaille Newbery (un prix littéraire décerné chaque année par l'Association for Library Service to Children (en), une branche de l'American Library Association à l'auteur du meilleur livre américain pour enfants) afin de récompenser les meilleures et les plus belles œuvres littéraires écrites pour jeunes adultes.

### Qui était Michael L. Printz?
Pour les articles homonymes, voir Printz.
Michael L. Printz a été bibliothécaire à l'école secondaire Topeka West High School de Topeka, au Kansas, jusqu'à sa retraite en 1994. Il a également été un membre actif de la YALSA, siégeant au Best Books for Young Adults Committee et au Margaret A. Edwards Award Committee. Il a consacré sa vie à assurer aux élèves un bon accès à la littérature. À cette fin, il a encouragé les écrivains à s'intéresser aux jeune public adulte. Il a créé un programme d'auteur en résidence à son école secondaire pour promouvoir les nouveaux talents et encourager ses élèves. Sa découverte la plus remarquable est celle de Chris Crutcher. Printz, décédé à l'âge de 59 ans en 1996.

## Critères et procédures
Source : "Politiques et procédures relatives au Prix Michael-L.-Printz ".
Le comité de sélection est composé de neuf membres de la Young Adult Library Services Association (en) (une division de l'American Library Association) nommés par le président pour un mandat d'un an. Le comité de sélection identifie jusqu'à 5 finalistes parmi lesquels il choisit un gagnant. Le terme jeune adulte désigne un lecteur âgé de 12 à 18 ans aux fins de ce prix. Le prix Michael L. Printz est commandité par Booklist (en), une publication de l'American Library Association.
Les critères pour choisir les finalistes et le gagnant sont :
- les livres de non-fiction, de fiction, de poésie et d'anthologies sont éligibles ;
- les livres doivent avoir été publiés entre le 1er janvier et le 31 décembre de l'année précédant l'annonce du prix ;
- les livres doivent être désignés jeune adulte par leur éditeur ou publiés pour la tranche d'âge que YALSA définit comme jeune adulte, c'est-à-dire de 12 à 18 ans (les livres pour adultes ne sont pas admissibles) ;
- les œuvres de coauteurs ou de coédition sont admissibles ;
- le prix peut être décerné à titre posthume ;
- les livres déjà publiés dans un autre pays sont admissibles (en supposant qu'une édition américaine a été publiée pendant la période d'admissibilité).

## Récipiendaires
Le prix Printz a été décernée chaque année depuis sa création en 2000. Personne ne l'a gagné deux fois, bien que certains auteurs aient reçu le prix pour un livre et ont été finaliste pour un ou plusieurs autres livres,.
| Année | Auteur                                       | Livre | Citation  |
| ----- | -------------------------------------------- | --- | --------- |
| 2000  | Walter Dean Myers (en)                       | Le Monstre (Monster)                                                                                             | Gagnant   |
| 2000  | David Almond                                 | Skellig (Skellig)                                                                                                | Finaliste |
| 2000  | Laurie Halse Anderson                        | Vous parler de ça (Speak)                                                                                        | Finaliste |
| 2000  | Ellen Wittlinger (en)                        | Hard Love | Finaliste |
| 2001  | David Almond                                 | Le Jeu de la mort (Kit's Wilderness)                                                                             | Gagnant   |
| 2001  | Carolyn Coman (en)                           | Many Stones | Finaliste |
| 2001  | Carol Plum-Ucci (en)                         | The Body of Christopher Creed                                                                                    | Finaliste |
| 2001  | Louise Rennison                              | Mon nez, mon chat, l'amour et moi (Angus, Thongs and Full-Frontal Snogging)                                      | Finaliste |
| 2001  | Terry Trueman (en)                           | Stuck in Neutral                                                                                                 | Finaliste |
| 2002  | An Na (en)                                   | A Step From Heaven                                                                                               | Gagnant   |
| 2002  | Peter Dickinson                              | The Ropemaker | Finaliste |
| 2002  | Jan Greenberg                                | Heart to Heart: New Poems Inspired by Twentieth-Century American Art                                             | Finaliste |
| 2002  | Chris Lynch (en)                             | Freewill | Finaliste |
| 2002  | Virginia Euwer Wolff (en)                    | True Believer | Finaliste |
| 2003  | Aidan Chambers                               | Postcards from No Man's Land                                                                                     | Gagnant   |
| 2003  | Nancy Farmer                                 | La Maison du Scorpion (The House of the Scorpion)                                                                | Finaliste |
| 2003  | Garret Freymann-Weyr                         | My Heartbeat | Finaliste |
| 2003  | Jack Gantos (en)                             | Hole in My Life                                                                                                  | Finaliste |
| 2004  | Angela Johnson (en)                          | The First Part Last                                                                                              | Gagnant   |
| 2004  | Jennifer Donnelly (en)                       | A Northern Light                                                                                                 | Finaliste |
| 2004  | Helen Frost (en)                             | Keesha's House                                                                                                   | Finaliste |
| 2004  | K. L. Going (en)                             | Fat Kid Rules the World                                                                                          | Finaliste |
| 2004  | Carolyn Mackler (en)                         | La terre, mes fesses et autres choses dodues (The Earth, My Butt, and Other Big Round Things)                    | Finaliste |
| 2005  | Meg Rosoff                                   | Maintenant, c'est ma vie (How I Live Now)                                                                        | Gagnant   |
| 2005  | Kenneth Oppel                                | Fils du ciel (Airborn)                                                                                           | Finaliste |
| 2005  | Allan Stratton (en)                          | Le Secret de Chanda (Chanda's Secrets)                                                                           | Finaliste |
| 2005  | Gary D. Schmidt (en)                         | Lizzie Bright and the Buckminster Boy                                                                            | Finaliste |
| 2006  | John Green                                   | Qui es-tu Alaska ? (Looking for Alaska)                                                                          | Gagnant   |
| 2006  | Margo Lanagan                                | Black Juice | Finaliste |
| 2006  | Markus Zusak                                 | Le Messager (I Am the Messenger)                                                                                 | Finaliste |
| 2006  | Elizabeth Partridge (en)                     | John Lennon: All I Want Is the Truth, a Photographic Biography                                                   | Finaliste |
| 2006  | Marilyn Nelson                               | A Wreath for Emmett Till                                                                                         | Finaliste |
| 2007  | Gene Luen Yang                               | American Born Chinese (American Born Chinese)                                                                    | Gagnant   |
| 2007  | Matthew Tobin Anderson (en)                  | The Astonishing Life of Octavian Nothing, Traitor to the Nation, Volume I: The Pox Party                         | Finaliste |
| 2007  | John Green                                   | Le Théorème des Katherine (An Abundance of Katherines)                                                           | Finaliste |
| 2007  | Sonya Hartnett                               | Finnigan et moi (Surrender)                                                                                      | Finaliste |
| 2007  | Markus Zusak                                 | La Voleuse de livres (The Book Thief)                                                                            | Finaliste |
| 2008  | Geraldine McCaughrean                        | Blanches Ténèbres (The White Darkness)                                                                           | Gagnant   |
| 2008  | Elizabeth Knox (en)                          | Dreamquake | Finaliste |
| 2008  | Judith Clarke (en)                           | One Whole and Perfect Day                                                                                        | Finaliste |
| 2008  | A. M. Jenkins (en)                           | Repossessed | Finaliste |
| 2008  | Stephanie Hemphill (en)                      | Your Own Sylvia                                                                                                  | Finaliste |
| 2009  | Melina Marchetta (en)                        | Jellicoe Road | Gagnant   |
| 2009  | Matthew Tobin Anderson (en)                  | The Astonishing Life of Octavian Nothing, Traitor to the Nation, Volume II: The Kingdom on the Waves             | Finaliste |
| 2009  | E. Lockhart                                  | Alabaster & moi (The Disreputable History of Frankie Landau-Banks)                                               | Finaliste |
| 2009  | Terry Pratchett                              | Nation (Nation)                                                                                                  | Finaliste |
| 2009  | Margo Lanagan                                | Tender Morsels                                                                                                   | Finaliste |
| 2010  | Libba Bray (en)                              | Going Bovine | Gagnant   |
| 2010  | Deborah Heiligman                            | Charles and Emma: The Darwins' Leap of Faith                                                                     | Finaliste |
| 2010  | Rick Yancey                                  | Le Monstrologue (The Monstrumologist)                                                                            | Finaliste |
| 2010  | Adam Rapp (en)                               | Punkzilla | Finaliste |
| 2010  | John Barnes                                  | Tales of the Madman Underground: An Historical Romance, 1973                                                     | Finaliste |
| 2011  | Paolo Bacigalupi                             | Ferrailleurs des mers (Ship Breaker)                                                                             | Gagnant   |
| 2011  | Lucy Christopher                             | Lettre à mon ravisseur (Stolen)                                                                                  | Finaliste |
| 2011  | A. S. King (en)                              | Please Ignore Vera Dietz                                                                                         | Finaliste |
| 2011  | Marcus Sedgwick (en)                         | Revolver (Revolver)                                                                                              | Finaliste |
| 2011  | Janne Teller                                 | Rien (Nothing)                                                                                                   | Finaliste |
| 2012  | John Corey Whaley (en)                       | Where Things Come Back                                                                                           | Gagnant   |
| 2012  | Daniel Handler                               | Inventaire après rupture (Why We Broke Up)                                                                       | Finaliste |
| 2012  | Christine Hinwood                            | The Returning | Finaliste |
| 2012  | Craig Silvey (en)                            | Le Secret de Jasper Jones (Jasper Jones)                                                                         | Finaliste |
| 2012  | Maggie Stiefvater                            | Sous le signe du Scorpion (The Scorpio Races)                                                                    | Finaliste |
| 2013  | Nick Lake                                    | Haïti, soleil noir (In Darkness)                                                                                 | Gagnant   |
| 2013  | Benjamin Alire Sáenz                         | Aristote et Dante découvrent les secrets de l'univers (Aristotle and Dante Discover the Secrets of the Universe) | Finaliste |
| 2013  | Elizabeth E. Wein (en)                       | Nom de code, Verity (Code Name Verity)                                                                           | Finaliste |
| 2013  | Terry Pratchett                              | Roublard (Dodger)                                                                                                | Finaliste |
| 2013  | Beverley Brenna                              | The White Bicycle                                                                                                | Finaliste |
| 2014  | Marcus Sedgwick (en)                         | Sacrifice à la lune (Midwinterblood)                                                                             | Gagnant   |
| 2014  | Rainbow Rowell                               | Eleanor & Park (Eleanor & Park)                                                                                  | Finaliste |
| 2014  | Susann Cokal (en)                            | Kingdom of Little Wounds                                                                                         | Finaliste |
| 2014  | Sally Gardner (en)                           | Une planète dans la tête (Maggot Moon)                                                                           | Finaliste |
| 2014  | Clare Vanderpool (en)                        | Navigating Early                                                                                                 | Finaliste |
| 2015  | Jandy Nelson (en)                            | Le soleil est pour toi (I'll Give You the Sun)                                                                   | Gagnant   |
| 2015  | Jessie Ann Foley                             | The Carnival at Bray                                                                                             | Finaliste |
| 2015  | Jenny Hubbard                                | And We Stay | Finaliste |
| 2015  | Andrew A. Smith (en)                         | Grasshopper Jungle                                                                                               | Finaliste |
| 2015  | Mariko Tamaki                                | Cet été-là (This One Summer)                                                                                     | Finaliste |
| 2016  | Laura Ruby (en)                              | Bone Gap | Gagnant   |
| 2016  | Ashley Hope Pérez                            | Out of Darkness                                                                                                  | Finaliste |
| 2016  | Marcus Sedgwick (en)                         | The Ghosts of Heaven                                                                                             | Finaliste |
| 2017  | John Lewis, Andrew Aydin (en) et Nate Powell | Wake Up America : 1963-1968 (March: Book Three)                                                                  | Gagnant   |
| 2017  | Louise O'Neill (en)                          | Une fille facile (Asking for It)                                                                                 | Finaliste |
| 2017  | Julie Berry (en)                             | The Passion of Dolssa                                                                                            | Finaliste |
| 2017  | Neal Shusterman                              | La Faucheuse (Scythe)                                                                                            | Finaliste |
| 2017  | Nicola Yoon                                  | The Sun Is Also a Star (The Sun Is Also a Star)                                                                  | Finaliste |
| 2018  | Nina LaCour                                  | We Are Okay | Gagnant   |
| 2018  | Angie Thomas                                 | The Hate U Give : La Haine qu'on donne (The Hate U Give)                                                         | Finaliste |
| 2018  | Jason Reynolds (en)                          | Long Way Down (Long Way Down)                                                                                    | Finaliste |
| 2018  | Laini Taylor                                 | Le Faiseur de rêves (Strange the Dreamer)                                                                        | Finaliste |
| 2018  | Deborah Heiligman                            | Vincent and Theo: The Van Gogh Brothers                                                                          | Finaliste |
| 2019  | Elizabeth Acevedo                            | Signé poète X (The Poet X)                                                                                       | Gagnant   |
| 2019  | Elana K. Arnold (en)                         | Damsel | Finaliste |
| 2019  | Deb Caletti (en)                             | À en perdre haleine (A Heart in a Body in the World)                                                             | Finaliste |
| 2019  | Mary McCoy                                   | I, Claudia | Finaliste |
| 2020  | A. S. King (en)                              | Dig | Gagnant   |
| 2020  | Nahoko Uehashi                               | Le Livre des Tôda (The Beast Player)                                                                             | Finaliste |
| 2020  | Mariko Tamaki                                | Mes ruptures avec Laura Dean (Laura Dean Keeps Breaking Up with Me)                                              | Finaliste |
| 2020  | Nikki Grimes (en)                            | Ordinary Hazards: A Memoir                                                                                       | Finaliste |
| 2020  | Geraldine McCaughrean                        | Where the World Ends                                                                                             | Finaliste |
| 2021  | Daniel Nayeri                                | Everything Sad Is Untrue (a true story)                                                                          | Gagnant   |
| 2021  | Eric Gansworth                               | Apple (Skin to the Core)                                                                                         | Finaliste |
| 2021  | Gene Luen Yang                               | Dragon Hoops | Finaliste |
| 2021  | Candice Iloh                                 | Every Body Looking                                                                                               | Finaliste |
| 2021  | Traci Chee                                   | We Are Not Free                                                                                                  | Finaliste |
| 2022  | Angeline Boulley                             | Firekeeper's Daughter                                                                                            | Gagnant   |
| 2022  | Angie Thomas                                 | Concrete Rose | Finaliste |
| 2022  | Malinda Lo                                   | Last Night at the Telegraph Club                                                                                 | Finaliste |
| 2022  | Kekla Magoon                                 | Revolution In Our Time: The Black Panther Party’s Promise to the People                                          | Finaliste |
| 2022  | Lisa Fipps                                   | Starfish | Finaliste |